# Scandalo al Grand Hotel
Scandalo al Grand Hotel (Thin Ice) è un film del 1937 diretto da Sidney Lanfield. Il film ottenne la nomination per l'Oscar alla miglior coreografia 1938 candidando Harry Losee per la sua coreografia della Suite tratta dall'opera Il principe Igor.

## Trama
In un lussuoso albergo delle Alpi Svizzere, vive e lavora una giovane maestra di sci, Lili Heiser. La ragazza si innamora di uno degli ospiti, un turista che ogni mattina si presenta sulla pista per sciare con lei. In verità, quello che si presenta come Rudy Miller è, invece, Rudolph, un principe in incognito che ha lasciato la sua corte per sfuggire le dure responsabilità del suo rango.

## Produzione
Prodotto dalla Twentieth Century Fox Film Corporation, il film venne girato in esterni al Mount Rainier National Park, nello Stato di Washington dal 6 maggio all'8 luglio 1937. Il film era interpretato da Sonja Henie, campionessa olimpionica di pattinaggio ai Giochi Invernali del 1928, 1932 e 1936, e si dimostrò una perfetta vetrina per mostrare i suoi talenti.

## Distribuzione
Il film, distribuito dalla Twentieth Century Fox Film Corporation, uscì nelle sale il 3 settembre 1937.

### Date di uscita
date di uscita
- USA	3 settembre 1937
- Francia	20 ottobre 1937
- Finlandia	21 novembre 1937
- Danimarca	22 novembre 1937

Alias
- Thin Ice	USA (titolo originale)
- Le Prince X	 Belgio (titolo cinematografico) (titolo Francese) / Francia (titolo cinematografico)
- Der Komet	Canada (titolo Inglese)
- Hoheit flirtet	Austria
- I A.M. o eros incognito	 Grecia
- Liukkaalla jäällä	Finlandia
- Lovely to Look at	UK
- På glattisen	Norvegia
- På tynd is	 Danimarca
- Romance sobre hielo	Venezuela
- Scandalo al Grand Hotel  	Italia

## Colonna sonora
- Over Night  Musica di Lew Pollack / Parole di Sidney D. Mitchell - Suonata e cantata dal coro durante i titoli di testa / Suonata e cantata dal coro nell'ultimo numero / In sottofondo a un numero pattinato da Sonja Henie
- Jingle Bells scritto da James Pierpont - Suonata come musica di sottofondo numerose volte durante il film
- My Secret Love Affair Musica di Lew Pollack / Parole di Sidney D. Mitchell - Eseguita dalla Banda femminile e cantata da Leah Ray
- I'm Olga From the Volga Parole di Mack Gordon / Musica di Harry Revel - Eseguita dalla Banda femminile / Cantata e danzata da Joan Davis
- Danze Polovesiane da "Il principe Igor" di Aleksandr Porfir'evič Borodin - Cantata e ballata dai pattinatori / Pattinata da Sonja Henie
- My Swiss Hilly Billy Musica di Lew Pollack / Parole di Sidney D. Mitchell - Eseguita dalla Banda femminile / Cantata e danzata da Joan Davis
- Sul bel Danubio blu (1867) Musica di Johann Strauss II / Pattinata da Sonja Henie
- Marcia nuziale (1843) (da "Sogno di una notte di mezza estate, Op.61", scritto da Felix Mendelssohn-Bartholdy, fischiettato da Tyrone Power
- Sleep Baby Sleep (Yodel Melody) di John J. Handley